# Balaur (créature)
Pour les articles homonymes, voir Balaur.

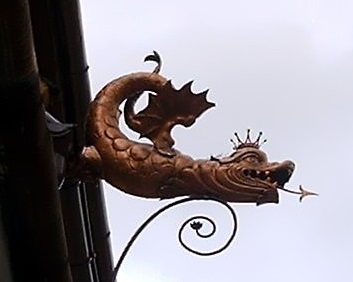
Enseigne en forme de Balaur à Brașov.

Dans le folklore roumain, le balaur (prononcé balaoure) est un animal fantastique de taille gigantesque, polymorphe et souvent polycéphale, avec trois, sept, voire douze têtes.

## Étymologie
L'étymologie est proche du grec ancien βάλλω (bállô « lancer, balancer, jeter ») et Ούρος (ouros « queue »), mais aussi de l'albanais bollë (prononcé „bolleu”) et du serbo-croate blavor (les deux signifiant  « reptile, serpent »).

## Culture populaire
Dans la plupart des contes de fées roumains, le balaur est l'incarnation du mal ; il est généralement vaincu par le Făt-Frumos qui, selon les versions, délivre de la malédiction le pays qu'il terrorise, libère les gnomes exploités par le monstre, trouve le trésor, retrouve la princesse qu'il a enlevée, ou tout cela à la fois. 
Tudor Pamfile (ro) (1883-1921) identifie trois types de dragons dans la mythologie roumaine :
- Le balaur d'eau qui vit dans la mer, un liman, un lac ou un marécage, et est tué par Basile ou Saint Georges.
- Le balaur de terre qui vit loin des terres cultivables, souvent dans la montagne, et forge ou garde des pierres précieuses et des métaux.
- Le zmeu ailé qui contrôle les nuages pour faire apparaître les orages.

## Littérature
Jules Verne écrit en 1892 dans son roman Le Château des Carpathes : « (…) forêts enchantées, où se cachent les balauri, ces dragons gigantesques, dont les mâchoires se distendent jusqu'aux nuages (…)  ».

## Hommage

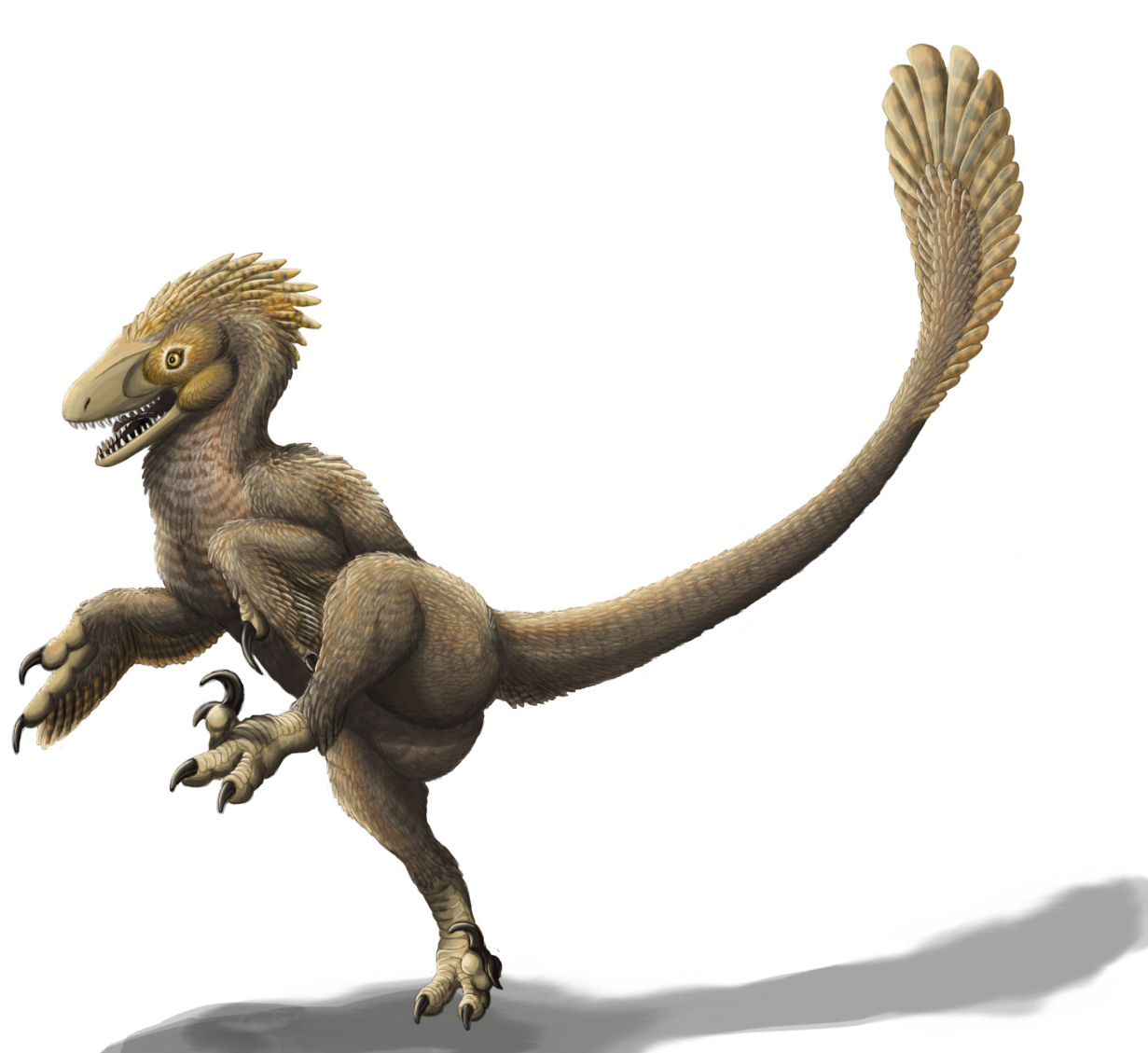
Restitution paléoartistique de Balaur bondoc, nommé d'après le Balaur.

En ethnopaléontologie, un squelette de dinosaure théropode découvert en Roumanie en août 2010, a reçu le nom de Balaur bondoc d'après le „Balaur” du folklore roumain et l'adjectif bondoc qui signifie « trapu ».